# 2022年導彈擊中波蘭事件
2022年11月15日晚間，兩枚来自乌克兰军队的防空飛彈误擊北约成员国波蘭國土，接近普热沃杜夫村莊，該村莊接壤烏克蘭邊界，這次飛彈襲擊事件，發生在俄羅斯大舉攻擊烏克蘭城市與能源設施之際，為2022年俄羅斯入侵烏克蘭以來，首次擊中北約領土。
波蘭媒體報導指出，穀物處理廠爆炸事件造成2人死亡。波蘭官員曾一度表示，尚不清楚爆炸原因，但波蘭《ZET廣播電台》則報導指出，兩枚流彈落入該地，引發爆炸。波蘭傳召俄大使要求解釋，但俄羅斯否認此次襲擊與俄方有關。波兰总理随后召集国家安全部长和国防部长在华沙召开紧急会议。北约也對此进行调查並將召开紧急会议。

## 調查
波蘭安全部門計劃在2022年11月15日至16日晚上確定爆炸原因。
事件發生後不久，關於爆炸起源和性質的報導相互矛盾。波蘭外交部表示，這些導彈是「俄羅斯生產」的。智庫美國外交關係協會安全專家安德烈斯·甘農（Andrés Gannon）推測，這些導彈可能來自S-300導彈系統。在2022年俄羅斯入侵烏克蘭期間，烏克蘭和俄羅斯雙方戰鬥人員都使用S-300作為地對空和地對地導彈。波蘭《ZET廣播電台》的記者報導稱，擊中波蘭的導彈是一枚被擊落火箭的殘骸。
美国总统拜登在印尼峇里島舉行的G20峰會上表示，根据对弹道数据的初步调查，爆炸物可能并非发射自俄罗斯。而美國的初步評估發現，這枚導彈很可能是烏克蘭軍隊向來襲的俄羅斯導彈所發射的防空導彈。
北約初步調查後認定此次事件是烏克蘭發射導彈攔截俄羅斯導彈時，意外墜落波蘭領土。
2023 年 9 月 26 日，波兰《共和国报》报道称，乌克兰政府没有配合调查，也没有向波兰提供任何有用的材料。波兰检察院称，乌克兰军队发射的 S-300 5-W-55 防空导弹失控并击中波兰领土。

## 反應

### 波蘭
爆炸發生後，波蘭總理馬特烏什·莫拉維茨基緊急召開國家安全和國防事務委員會議。一位波蘭政府發言人表示，波蘭在會議結束後提高了部分軍事單位的警戒級別。他還表示，波蘭總統安傑伊·杜達與北約秘書長延斯·斯托爾滕貝格就啟動北約憲章第4條的可能性進行了交談。
據報導，波蘭外交部長茲比格涅夫·勞召見了俄羅斯大使，並要求「立即作出詳細解釋」。
波蘭總統安傑伊·杜達在當地時間11月15日晚表示，沒有證據表明是誰發射了這枚導彈。
	2023年9月28日，波兰总检察长、司法部部长兹比格涅夫·焦布洛证实，2022年11月坠入波兰境内并造成2人死亡的导弹來自乌克兰。

### 俄羅斯
俄羅斯聯邦國防部在其網站上表示：「我們要強調的是，高精度攻擊僅針對位於烏克蘭境內且距離烏克蘭－波蘭邊界不超過35公里的目標。11月15日晚上，波蘭公佈的在普熱沃多夫發現的殘骸影片，已被俄羅斯國防工業聯合體的專業人士，明確認定為烏克蘭空軍S-300防空導彈的組成部分。」 

### 烏克蘭
烏克蘭總統弗拉基米爾·澤倫斯基在他的夜間影片講話中指責俄羅斯對這次襲擊負責，將其描述為對「集體安全」的侵犯和「重大升級」。烏克蘭外交部長德米特羅·庫列巴稱事件由烏克蘭防空系統發射導彈所導致的說法是「陰謀論」。
在北约初步判断落入波兰的导弹为乌克兰的防空导弹后，澤倫斯基指稱，基輔當局未見到這枚飛彈落入波蘭是烏克蘭所導致的證據，烏克蘭必須參與調查。

### 北約成員國
由於這一宗事件，加上友誼輸油管道的關閉，以總理奧班·維克多為首的匈牙利政府也在同一天晚上與其國防委員會召開了緊急會議。匈牙利國防部長克里斯托夫·薩萊-博布羅夫尼茨基（Kristóf Szalay-Bobrovniczky）通過電話與北約秘書長延斯·斯托爾滕貝格會談。
在襲擊發生後不久，美國國防部承認有報導稱兩枚俄羅斯導彈擊中了波蘭境內靠近烏克蘭邊境的一個地點，但無法證實。 參議院外交委員會主席羅伯特·曼南德茲表示希望俄羅斯「迅速為生命損失道歉並表示這不是故意的」，並警告如果導彈擊中波蘭是故意的，會有「各種後果」，包括可能援引北約憲章第5條。
波蘭根據北約憲章第4條要求於11月16日星期三召開北約會議。北約外交官表示，北約將謹慎行事，需要時間來核實事件究竟是如何發生。
愛沙尼亞外交部長烏爾馬斯·雷因薩盧在Twitter上回應這些報導，稱愛沙尼亞準備保衛北約領土的「每一寸」。比利時首相亞歷山大·德克羅回應報導時說「我們與波蘭站在一起」。捷克總理彼得·費亞拉在Twitter上表示，如果這次襲擊被證實是俄羅斯的故意行為，那將是「俄羅斯進一步升級」。羅馬尼亞總統克勞斯·約翰尼斯在Twitter上說，羅馬尼亞「完全聲援我們的朋友和盟友波蘭」，並且「我們正在與我們的伙伴和盟友保持聯繫」。
北約秘書長延斯·斯托爾滕貝格表示，儘管導彈很可能來自烏克蘭的防空系統或導彈，但俄羅斯應承擔責任。畢竟「如果俄羅斯不發射這些導彈，就不會發生這種情況。」

### 其他
歐洲理事會主席夏爾·米歇爾表示，他對事件的報導感到「震驚」，並補充說「我們與波蘭站在一起」，波蘭是歐盟的成員國。
摩爾多瓦外交和歐洲一體化部在爆炸發生後表示聲援波蘭，並表示正在與波蘭當局保持聯繫。摩爾多瓦外交部長尼庫·波佩斯庫向波蘭外長茲比格涅夫·勞致函，對遇難者家屬表示哀悼。2022年10月31日，在摩爾多瓦的納斯拉夫恰（Naslavcea）發生過與導彈擊中波蘭類似的事件，當時俄羅斯向烏克蘭發射了另一波導彈，其中一枚被烏克蘭防空系統擊落，它墜入村莊，造成物質損失，但沒有人員傷亡。